# سرنان
شهر سرنان  در ایالت اوبولدان در کشور سوئیس واقع شده‌است که ۹٬۳۰۰ نفر جمعیت دارد.

## نگارخانه

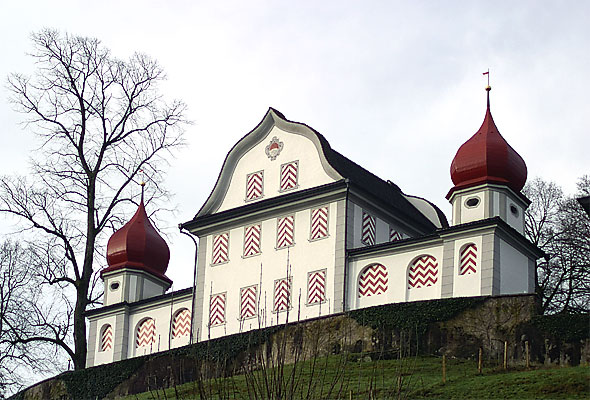